# La Courtète
La Courtète är en kommun i departementet Aude i regionen Occitanien  i södra Frankrike. Kommunen ligger  i kantonen Alaigne som ligger i arrondissementet Limoux. År 2022 hade La Courtète 48 invånare.

## Befolkningsutveckling
Antalet invånare i kommunen La Courtète
Referens: INSEE